# Nunkeria brochis
Nunkeria brochis är en insektsart som beskrevs av Rentz, D.C.F. 1990. Nunkeria brochis ingår i släktet Nunkeria och familjen Gryllacrididae. Inga underarter finns listade i Catalogue of Life.